# Distrito de Antsalova
Antsalova es una parte de la región de Melaky en la provincia de Mahajanga, y  frontera de los distritos Maintirano en el norte, Morafenobe en el noreste, Miandrivazo en este y Belon'i Tsiribihina en el sur.  El área es 7195 km² y la población se estimó en 30 062 habitantes en 2001.
El distrito se divide en cinco municipios:
- Antsalova
- Bekopaka
- Masoarivo
- Soahany
- Trangahy